# Sorex volnuchini
Sorex volnuchini är en däggdjursart som beskrevs av Sergej Ognew 1922. Sorex volnuchini ingår i släktet Sorex och familjen näbbmöss. IUCN kategoriserar arten globalt som livskraftig.
Denna näbbmus förekommer i Kaukasus och i andra bergstrakter kring Svarta havet. Arten hittas i Turkiet, Iran, Armenien, Azerbajdzjan, Georgien och Ryssland. Den vistas i regioner som ligger 200 till 3200 meter över havet. Habitatet utgörs av fuktiga skogar, bergsängar och andra landskap med tätare växtlighet.
Sorex volnuchini har skalbaggar och insektslarver som föda. Honan kan ha 2 eller 3 kullar mellan mars och juni. Hon föder 4 till 8 ungar per kull.

## Underarter
Arten delas in i följande underarter:
- S. v. dahli
- S. v. volnuchini